# Міхалувка (Любартовський повіт)
Міхалувка (пол. Michałówka) — село в Польщі, у гміні Абрамів Любартівського повіту Люблінського воєводства. Населення — 239 осіб (2011).
Розташоване на відстані 16 км від Любартова, і 27 км від Любліна, та 4 на схід від Абрамова.

## Історія
У 1975—1998 роках село належало до Люблінського воєводства.

## Демографія
Демографічна структура станом на 31 березня 2011 року:
|          | Загалом | Допрацездатний вік | Працездатний вік | Постпрацездатний вік |
| -------- | ------- | ------------------ | ---------------- | -------------------- |
| Чоловіки | 120     | 21                 | 78               | 21                   |
| Жінки    | 119     | 20                 | 55               | 44                   |
| Разом    | 239     | 41                 | 133              | 65                   |